# Lac d'Aude
Pour les articles homonymes, voir Aude.
Le lac d'Aude (en catalan : estany d'Auda) est un petit lac naturel des Pyrénées françaises, sur la commune des Angles, dans le département des Pyrénées-Orientales. 
Il donne naissance au fleuve Aude.

## Toponymie
Voir Aude

## Géographie
Le lac d'Aude est situé au pied du roc d'Aude, séparé de la Têt (fleuve côtier) par une faible dénivellation. 

## Histoire
Il en est fait mention dans le téléfilm Tout le bleu du ciel : le fils de Joanne s'y serait noyé quelques années auparavant.